# Septimius Severus palotája és fürdője
Septimius Severus palotája és fürdője a római Palatinuson álló műemlék. A domb délkeleti részén, a lejtők fölé építették be a keménykezű uralkodó épületkomplexumát, melyet óriási árkádsorok tartottak. Az épületből csak  falak és árkádok maradtak fenn.
A pillérek közül gyönyörű kilátás nyílik a Circus Maximusra, Caracalla termáira és az Albanói-hegyekre.